# Kid Icarus
Kid Icarus (光神話 パルテナの鏡, Hikari Shinwa: Parutena no Kagami, Myth of Light: The Mirror of Palutena) is een platformspel dat werd ontwikkeld door Nintendo R&D1 en daarna werd uitgebracht door Nintendo voor het Nintendo Entertainment System in 1987. Het is het eerste deel van de Kid Icarus (serie) en werd opgevolgd door Kid Icarus: Of Myths and Monsters.
Het spel is tweemaal opnieuw uitgebracht: op 10 augustus 2004, voor de Game Boy Advance als een deel van de Classic NES Serie in Japan, maar ook op 12 februari 2007, op de Wii's Virtual Console in Noord-Amerika. Het spel verscheen ook op de Europese en Australische Virtual Console op 23 februari 2007. In mei 2012 kwam Kid Icarus: Uprising voor de Nintendo 3DS in Europa uit.

## Gameplay
Kid Icarus wordt vaak vergeleken met Metroid (dat in hetzelfde jaar verscheen) aangezien het op hetzelfde systeem draait. Er is zelfs een Metroid vijand in het spel te vinden, maar deze vijand wordt "Komayto" genoemd in Kid Icarus. In de spelhandleiding is te lezen dat Komayto waarschijnlijk van een andere planeet komen. In uitgave 204 van Nintendo Power, was een artikel te lezen dat het spel beschreef als een mengelmoes van elementen uit spellen als The Legend of Zelda, Super Mario Bros. en Metroid, aangezien Pit kon "springen als Mario, voorwerpen kon verzamelen zoals Link en vijanden kon beschieten zoals Samus".

## Verhaal
In een tijd waarin mensen en goden samenleefde in harmonie, wordt het koninkrijk Angel Land geregeerd door twee godinnen, Palutena de godin van het licht en Medusa de godin van de duisternis. Terwijl Palutena de kracht van het licht gebruikt om stervelingen te helpen met het kweken van gewassen, veracht Medusa de stervelingen juist en gebruikt zij de kracht van het duisternis om hun gewassen te vernietigen en de stervelingen in steen te laten veranderen. Vol woede verandert Palutena Medusa in een afschuwelijk monster en verbant ze haar vervolgens naar de onderwereld. 

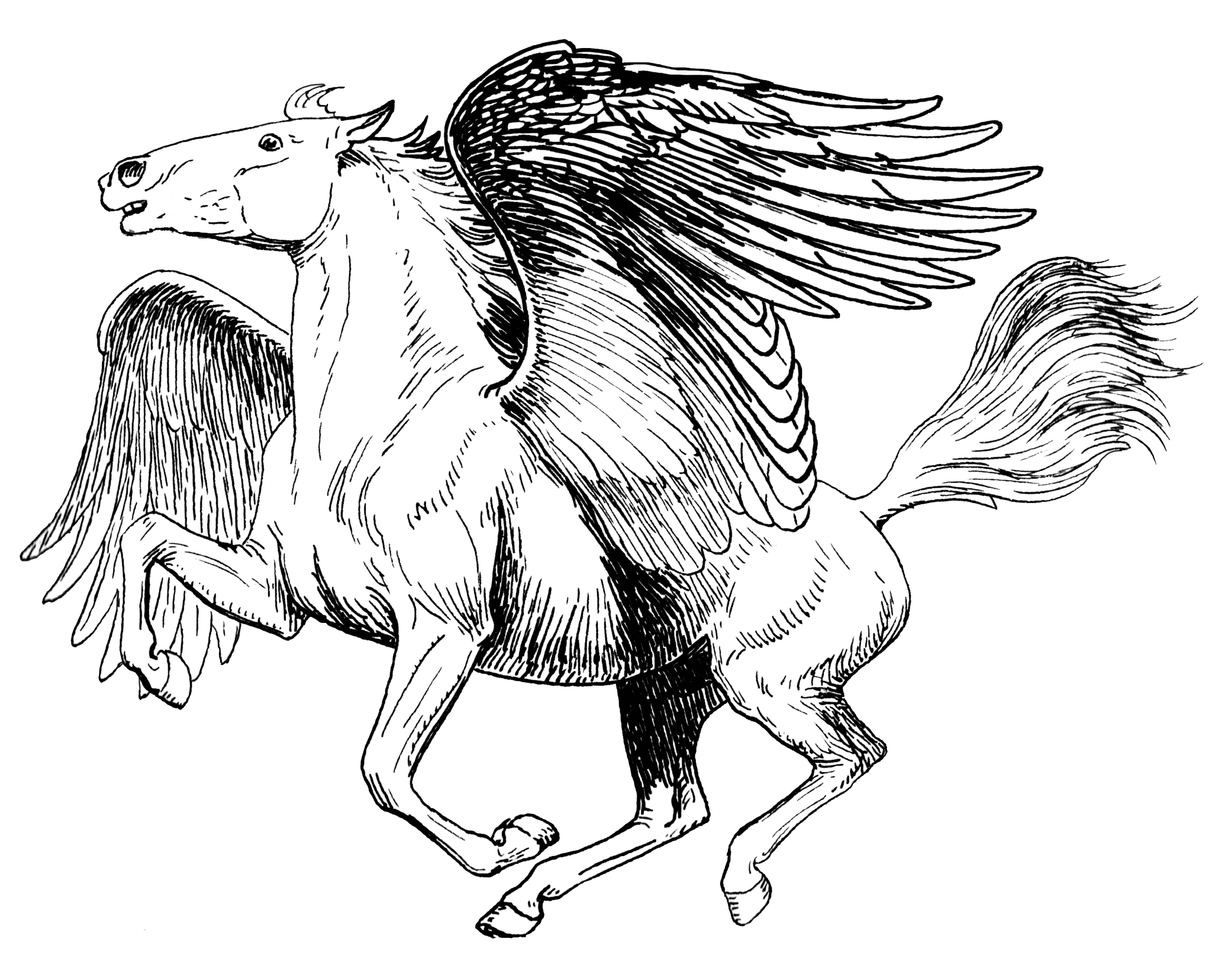
Een van de drie heilige schatten: de vleugels van Pegasus

Maar Medusa zou niet zomaar gaan. Ze vormt een leger van vele monster uit de onderwereld om Palutena's paleis over te nemen. De oorlog barst los en Medusa's monsters overweldigden Palutena's leger en nemen uiteindelijk de godin van het licht gevangen. Medusa pakt vervolgens de drie heilige schatten af—het Mirror Shield, de Arrow of Light en de Wings of Pegasus—om ze aan haar sterkste monsters te geven.
Palutena's enige hoop is om de hulp in te schakelen van Pit, een jonge engel die gevangen zit in de onderwereld. Met het laatste beetje kracht dat ze nog heeft stuurt ze Pit een magische boog. Pit trekt er vervolgens op uit en probeert uit de onderwereld te ontsnappen en de drie heilige schatten terug te vinden om zo Medusa te kunnen verslaan en de vrede weder te laten keren.
Uiteindelijk vindt Pit de drie schatten en verslaat hij Medusa. Pit reist meteen terug naar Angel Land en treft daar de herboren Palutena aan. Als het geheime einde is bereikt zal Pit ouder zijn (tiener) en zal hij een kus van dankbaarheid krijgen van Palutena.

## Ontwikkeling
De eerste Famicom Disk System versie bevatte de mogelijkheid om spelvoortgang op te slaan, maar bij de Noord-Amerikaanse versie werd gebruikgemaakt van een wachtwoord systeem. Net als bij Metroid, bevatte de FDS versie van Kid Icarus een hogere kwaliteit muziek en geluidseffecten.
Kid Icarus werd ontwikkeld door Gunpei Yokoi en de muziek werd gecomponeerd door Hirokazu Tanaka.

### Regionale verschillen
De besturing van het spel verschilt lichtelijk tussen de Japanse en Noord-Amerikaanse versie. In de Japanse versie dient de speler de A knop ingedrukt te houden of snel achter elkaar in te drukken om Pit te laten vliegen, terwijl in de Noord-Amerikaanse versie het scherm vanzelf meebeweegt waardoor Pit dus automatisch blijft vliegen.
Aangezien de Japanse versie van het spel verscheen op het Famicom Disk System, zijn sommige geluidseffecten ook anders in de Amerikaanse versie. Hierbij zijn de geluiden die de Grim Reaper maakt (het klinkt alsof hij schreeuwt in plaats van het "blip blup") het duidelijkste verschil maar ook het geluid bij het oppakken van de harp en het geluid dat Pit maakt als hij geraakt wordt door een vijand.
Ook zijn er alternatieve eindes bij de Japanse versie en de Amerikaanse versie. In de Amerikaanse versie ziet de speler nadat deze Medusa heeft verslagen, dat Pit wordt beloond door Palutena gevolgd door de credits. In de Japanse versie krijgt de speler als beloning een plaatje te zien van Pit en Palutena met een Japanse tekst erbij maar er volgen geen credits.

## Ontvangst
Ondanks dat het spel een beetje terechtkwam in de schaduw van Metroid, wordt Kid Icarus toch vaak een erg goed spel genoemd. Het spel eindigde als 84e in IGN's lijst van top 100 spellen aller tijden en kwam ook terecht in de Hall of Fame van GameSpy. In uitgave 199 van het blad Nintendo Power, werd het spel 54e in de lijst van top 200 Nintendo-spellen aller tijden. De held van het spel, Pit, maakt ook deel uit van Super Smash Bros. Brawl op de Wii.

## Platforms
| Jaar | Platform                 |
| ---- | ------------------------ |
| 1986 | Famicom Disk System, NES |
| 1988 | Arcade                   |
| 2004 | Game Boy Advance         |
| 2007 | Virtual Console (Wii)    |
| 2012 | Nintendo 3DS             |
| 2013 | Virtual Console (Wii U)  |

## Trivia
- Het spel is opgenomen in het boek 1001 Video Games You Must Play Before You Die van Tony Mott.